# Cantó de Guipavas
El cantó de Guipavas (bretó Kanton Gwipavaz) és una divisió administrativa francesa situat al departament de Finisterre a la regió de Bretanya.

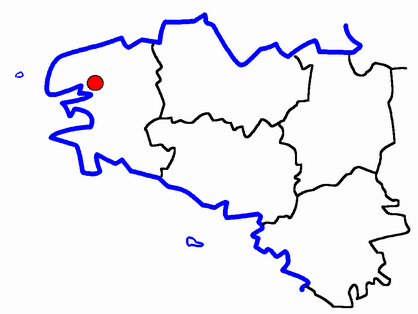
Situació del cantó

## Composició
El cantó aplega 2 comunes :
| Nom bretó        | Nom francès       | Nom gal·ló |
| Gwipavaz         | Guipavas          | ---        |
| Ar Releg-Kerhuon | Le Relecq-Kerhuon | ---        |

## Història
| Data d'elecció                           | Identitat             | Partit | Qualitat |
| ---------------------------------------- | --------------------- | ------ | -------- |
| 1988-2008                                | Marcel Dantec         | UMP    |          |
| 2004-                                    | Nathalie Sarabezolles | PS     |          |
| les dades anteriors no són pas conegudes |                       |        |          |
|                                          |                       |        |          |